# Ophthalmia neonatorum
Ophthalmia neonatorum is een vorm van oogontsteking bij pasgeboren kinderen als het kind bij de geboorte besmet raakte met de bacterie Neisseria gonorrhoeae (die ook de gonorroe veroorzaakt) of met de bacterie Chlamydia trachomatis (meer frequent in Europa dan gonorroe die bijna niet meer voorkomt.). Kan onbehandeld tot blindheid leiden maar is gemakkelijk behandelbaar met antibiotische oogdruppels. De ziekte is overigens zeer zeldzaam en bijna alle oogontstekingen bij pasgeborenen hebben tegenwoordig in Nederland een andere oorzaak.
Vroeger (decennia geleden) werden alle pasgeborenen in Nederland ingedruppeld met een verdunde oplossing van zilvernitraat ter voorkoming van deze aandoening (methode van Crédé). Omdat het indruppelen van zilvernitraat een chemische conjunctivitis kan veroorzaken wordt dit nu niet meer gedaan.